# High and Dizzy
High and Dizzy è una comica muta del 1920 di Hal Roach con Harold Lloyd

## Trama
Un giovane dottore (Harold Lloyd) non trova di meglio da fare, per passare il tempo, che dei solitari di carte dato che nessun paziente si reca al suo studio. Dopo un po', però, arriva, finalmente, un anziano signore (Wollace Howe) con la figlia (Mildred Davis). Dopo qualche equivoco l'uomo riesce a spiegare al dottore che la ragazza soffre di sonnambulismo. La ragazza è carina ed il dottore inizia a corteggiarla e, così, tra i due scoppia subito l'amore. Il padre di lei, però, è infastidito da tale comportamento poco professionale e la porta via. Poco dopo, un collega (Roy Brooks) del dottore lo fa entrare nel suo studio che si trova sullo stesso pianerottolo di quello del nostro protagonista e gli mostra come lo ha trasformato in una distilleria clandestina (era da poco iniziato il periodo del proibizionismo), piena di bottiglie di liquore. Di lì a poco, il liquido, fermentando, fa saltare il tappo di numerose bottiglie e i due, per evitare che vada perduto, le svuotano  bevendone il contenuto.
Ubriachi fradici, il giovane dottore cerca di prendersi cura del collega, ancora meno lucido di lui e dopo alcune peripezie, con il cappotto, un poliziotto ed un montacarichi, finalmente il giovanotto riesce ad accompagnare l'amico in albergo. Sempre sotto l'effetto dell'alcol, il protagonista combina altri guai alla reception e, poi, sistemato il collega, ormai addormentato, nella vasca da bagno, s'imbatte nella ragazza che aveva conosciuto poco prima allo studio. La ragazza è in pena crisi di sonnambulismo e cammina sul cornicione dell'albergo a grande altezza dal suolo. Il ragazzo la vede, esce anche lui e, mentre la ragazza entra dalla finestra nella stanza poco prima occupata dal giovane, questi rimane fuori e, poi, perdendo l'equilibrio rischia seriamente di precipitare (questa scena  in cima al palazzo sarà ripresa nel film più famoso di Harold Lloyd, Preferisco l'ascensore, e in altri  suoi film di minore importanza). Salvatosi a stento, rientra nella stanza dove la ragazza, adesso, si è coricata ma, immediatamente, arriva anche il padre della ragazza con due altri uomini che prendono a bussare minacciosi alla porta della stanza. Il dottore, allora, chiede alla ragazza, ormai sveglia, di sposarlo ed ella accetta immediatamente. A questo punto il promesso sposo ha un'idea per celebrare subito il matrimonio prima che il padre della ragazza irrompa nella stanza: farsi sposare, coricati sull'orlo del cornicione, dal sacerdote affacciato alla finestra del piano di sotto.